# Paink
Paink (nep. पाइन्क) – gaun wikas samiti w zachodniej części Nepalu w strefie Bheri w dystrykcie Jajarkot. Według nepalskiego spisu powszechnego z 2001 roku liczył on 620 gospodarstw domowych i 3499 mieszkańców (1685 kobiet i 1814 mężczyzn).